# Barkó György
Barkó György (Pürkerec, 1931. július 18. – 2024. január 30.) romániai magyar színész, a Kolozsvári Állami Magyar Színház örökös tagja. Bereczky Júlia színművész férje.

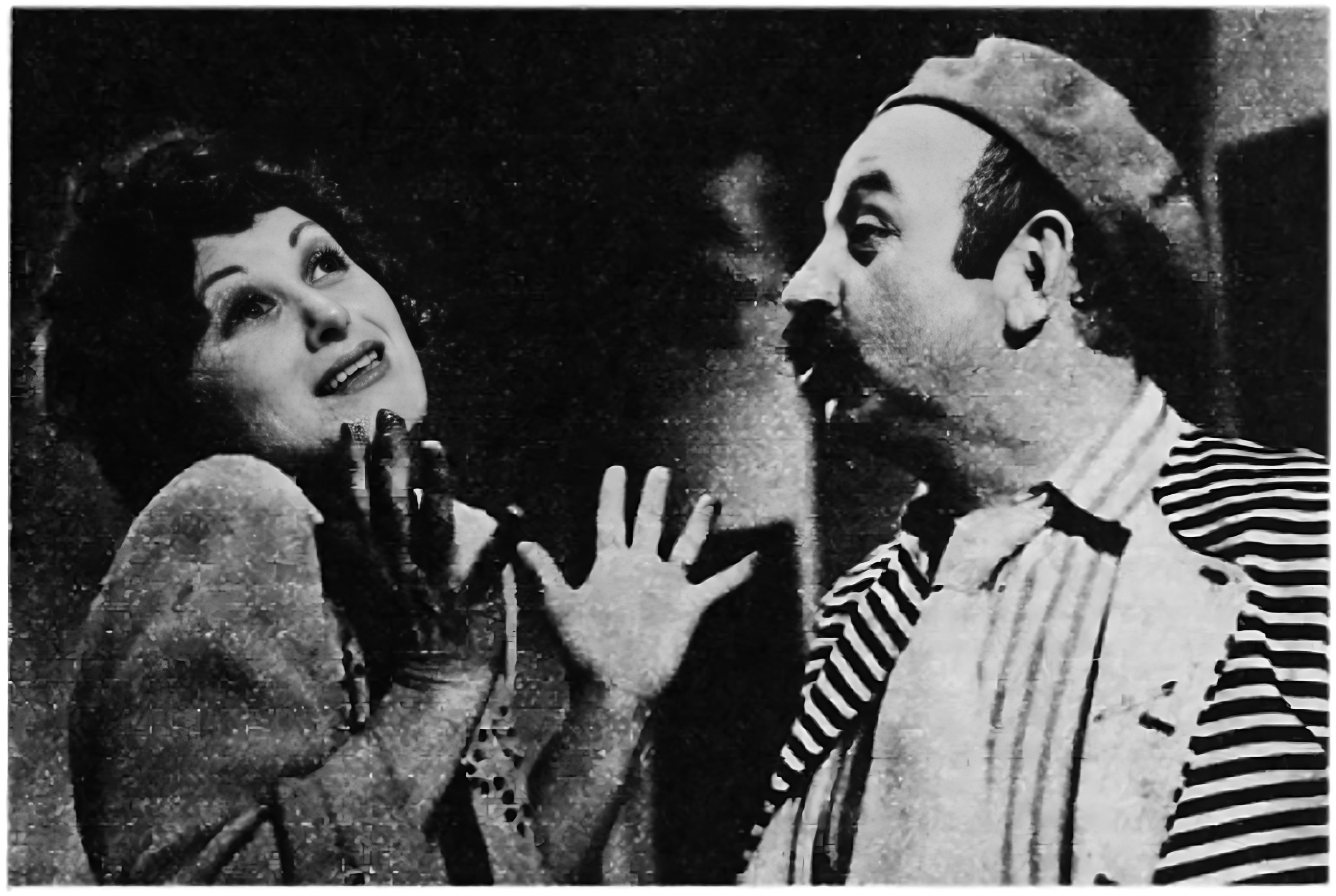
Kakuts Ágnessel a Kaviár és lencse című darabban 1976-ban (Csomafáy Ferenc felvétele)

## Életút
Barkó György 1931-ben született a Brassó megyei Pürkerecen. 1950-ben érettségizett a sepsiszentgyörgyi Református Székely Mikó Kollégiumban, ugyanebben az évben sikeresen felvételizett Kolozsváron a Szentgyörgyi István Színművészeti Intézetbe. 1954-től a Kolozsvári Állami Magyar Színház tagja 1989-ig, amikor is Magyarországra települt. Felesége Bereczky Júlia színésznő, rendező (1928–2007).

### Színészi pályája
1954 és 1988 között a Kolozsvári Állami Magyar Színházban játszott, szerepeinek száma jóval 100 fölött van. Az 1989–1995 időszakban a Pécsi Nemzeti Színház tagja volt. Magyarországi szerepeinek száma meghaladja a 10-et. 2000 novemberétől a Kolozsvári Állami Magyar Színház örökös tagja. 1991–2010 között 22 filmben (köztük 10 tv-filmben) játszott. Verseket is írt, Molnár Károly zeneszerző Barkó György versbetéteivel adatta elő Száll a labda című zenés vígjátékát.

### Színházi szerepeiből
- Friedrich Dürrenmatt: Az öreg hölgy látogatása... Festő
- Friedrich Schiller: Don Carlos... Főinkvizítor
- Victorien Sardou: A szókimondó asszonyság... Napóleon
- Mihail Afanaszjevics Bulgakov: Iván, a rettenetes... Iván cár
- Makszim Gorkij: Éjjeli menedékhely... Bubnov
- Sławomir Mrożek: Tangó... Eugéniusz
- Móricz Zsigmond: Úri muri... Hulla János
- Csepreghy Ferenc: Piros buggyeláris... Török Mihály
- Szigligeti Ede: Liliomfi... Szellemfi
- Tamási Áron: Énekes Madár... Bakk Lukács
- Tersánszky Józsi Jenő: Kakuk Marci... Sustik
- Tóth Ede: A falu rosza... Feldi Gáspár
- Sütő András: Vidám sirató... Fügedes Károly
- Sütő András: Egy lócsiszár virágvasárnapja... Herse
- Örkény István: Forgatókönyv... Novotni
- Kálmán Imre: Csárdáskirálynő... Miska

### Filmszerepek
- Az utolsó nyáron (1991)
- Kisváros (1993)
- Sátántangó (1994)
- Családi kör (1994)
- Ábel az országban (1994)
- Devictus Vincit (1994)
- A szigetvári vértanúk (1996)
- Witman fiúk (1997)
- Tamás és Juli (1997)
- A rózsa vére (1998)
- Az alkimista és a szűz (1999)
- Glamour (2000)
- Werckmeister harmóniák (2000)
- Milleniumi mesék (2000)
- A titkos háború (2002)
- A ház emlékei (2002)
- Csoda Krakkóban (2005)
- Kivilágos kivirratig (2005)
- Fekete fehér (2006)
- Géniusz, az alkimista (2009)
- Végzős kezdők (2013)
- Anyám és más futóbolondok a családból (2015)
- Álom hava (2017)

### Díjak, elismerések
- Román Színházi Fesztivál – III. díj (1984), II. díj (1986)
- Legjobb epizódszereplő díja (Kornis: Halleluja) – XI. Országos Színházi Fesztivál (Szolnok, 1992)
- Legjobb epizódszereplő díja (Örkény: Tóték) – Országos Színházi Fesztivál (Debrecen, 1996)
- Gobbi Hilda-díj (2014)